# Stelle principali della costellazione di Boote
Segue un prospetto delle stelle principali della costellazione di Boote, elencate per magnitudine decrescente.